# Futen
Futen (Podicipediformes) vormen een orde van watervogels van meren en plassen. De orde omvat maar één familie, genaamd Podicipedidae. De familie telt 23 soorten, waarvan er drie zijn  uitgestorven. In Europa is de gewone fuut (Podiceps cristatus) de bekendste vertegenwoordiger.
Futen zijn klein tot middelgrote vogels met gelobde poten. Het zijn uitstekende zwemmers en duikers die zelden op het land te zien zijn. Hoewel ze een korte afstand kunnen rennen, vallen ze gemakkelijk om, aangezien hun poten relatief ver naar achteren op het lichaam zijn geplaatst. Dit is een aanpassing aan de zwemmende levenswijze. De lange snavels zijn geschikt voor het vangen van vis.

## Kenmerken
Zij hebben vergeleken met een eend een vrij lange hals die ze rechtop houden en hun staart is vrij klein. Hun poten zijn gelobd. 's Winters verliezen futen veel van hun felle kleuren en "versieringen" en dan worden ze van boven grijsbruin en van onderen wit. Ze hebben dan veel weg van zeeduikers, maar zijn kleiner en hebben een meer wigvormige kop.

## Leefwijze
Futen zijn uitstekende duikers maar op het land zijn ze duidelijk uit hun element. Vliegen doen ze bij voorkeur 's nachts om andere wateren te bereiken. Futen eten voornamelijk vis en andere waterdieren. Meestal bouwen ze drijvende nesten van plantenmateriaal.

## Positie van de orde

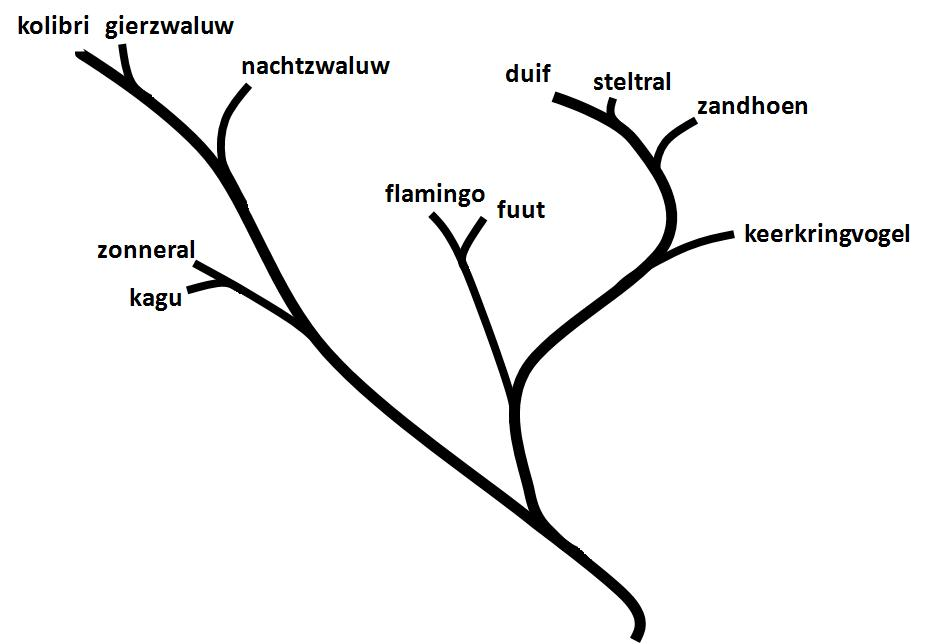
De verwantschap van de futen volgens Hackett et al.

Het is lang een raadsel gebleven aan welke andere vogels de futen het nauwst verwant zijn. In het onderzoek van Sybley-Ahlqvist werd de groep ingesloten in een bijzonder uitgebreide versie van de Ciconiidae, maar in het latere en sterk verbeterde werk van Hackett is in het geheel geen sprake van verwantschap met de 'watervogels' (Aequornithes) waar de zeeduikers wel toe gerekend worden. Er blijkt wel een sterke verwantschap met een andere eerder moeilijk te plaatsen groep de flamingo's. Op wat grotere afstand lijkt er -vrij verrassend- verwantschap met de keerkringvogels, zandhoenders en de duiven.

## Taxonomie
De volgende zes geslachten zijn bij de familie ingedeeld:
- Tachybaptus (6 soorten dodaarzen, waarvan 1 uitgestorven)
- Podilymbus (2 soorten: dikbekfuut plus een uitgestorven fuut)
- Rollandia (2 soorten futen)
- Poliocephalus (2 soorten futen)
- Podiceps (9 soorten futen, waarvan 1 uitgestorven)
- Aechmophorus (2 soorten futen)

## Fotogalerij

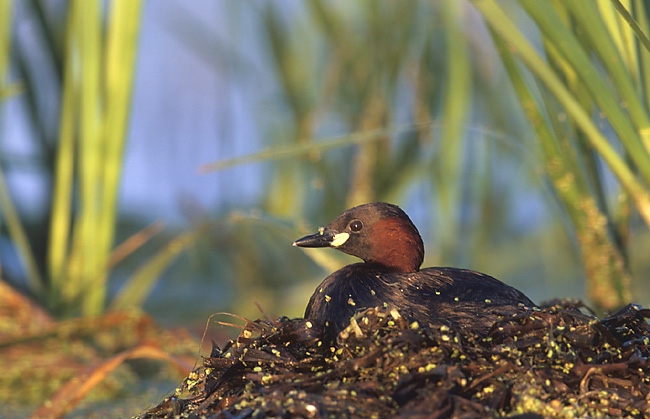
Dodaars (Tachybaptus ruficollis)
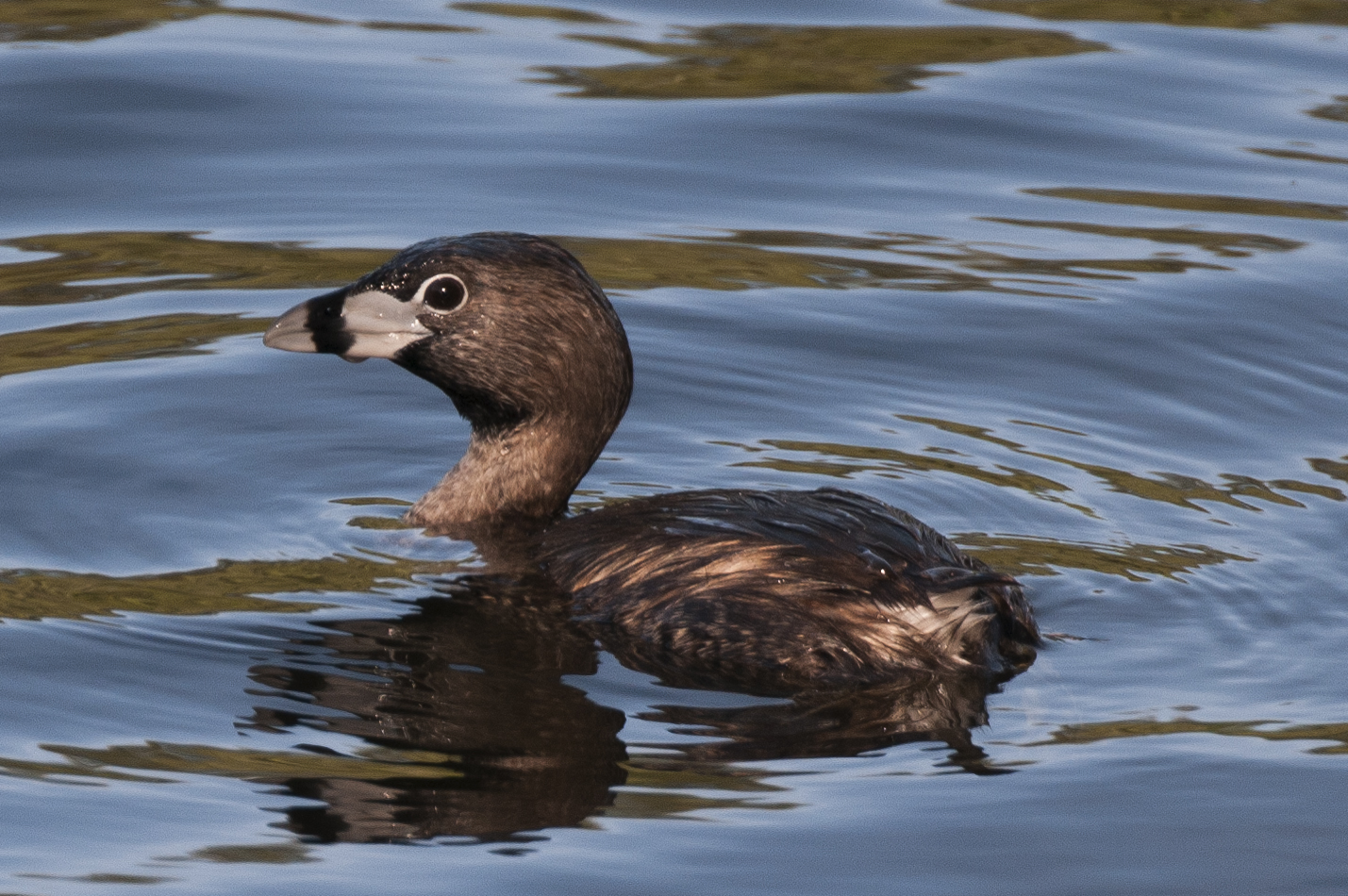
Dikbekfuut (Podilymbus podiceps)
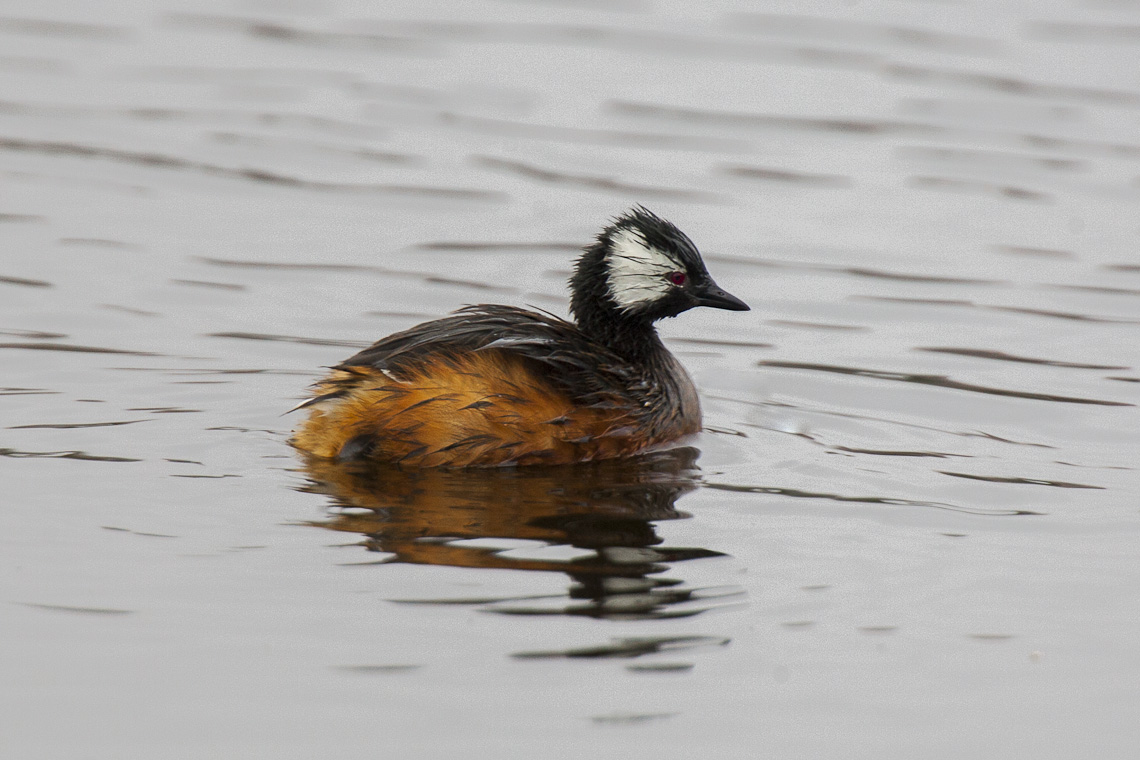
Witwangfuut (Rollandia rolland)
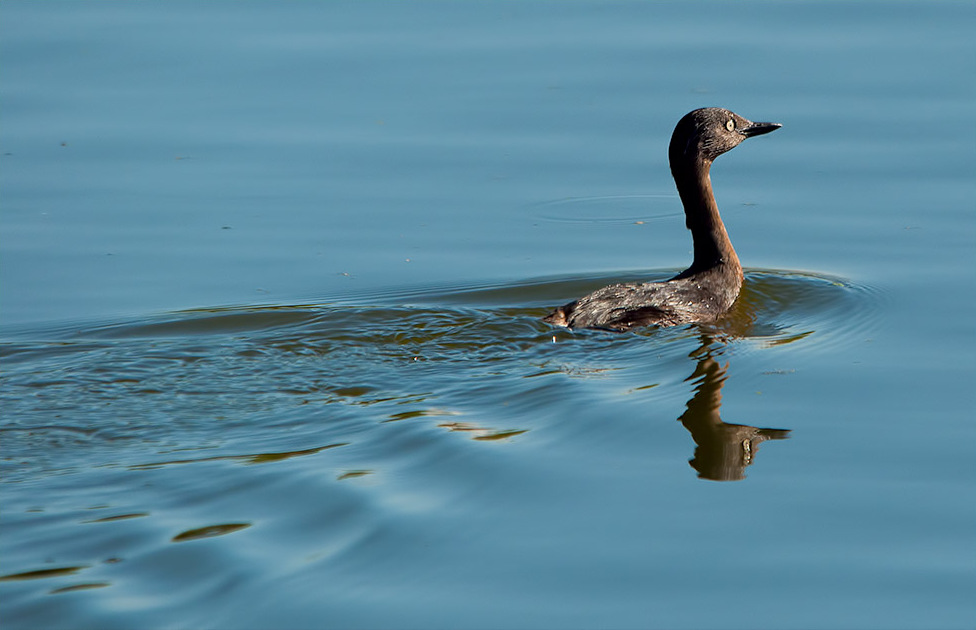
Nieuwzeelandfuut (Poliocephalus rufopectus)
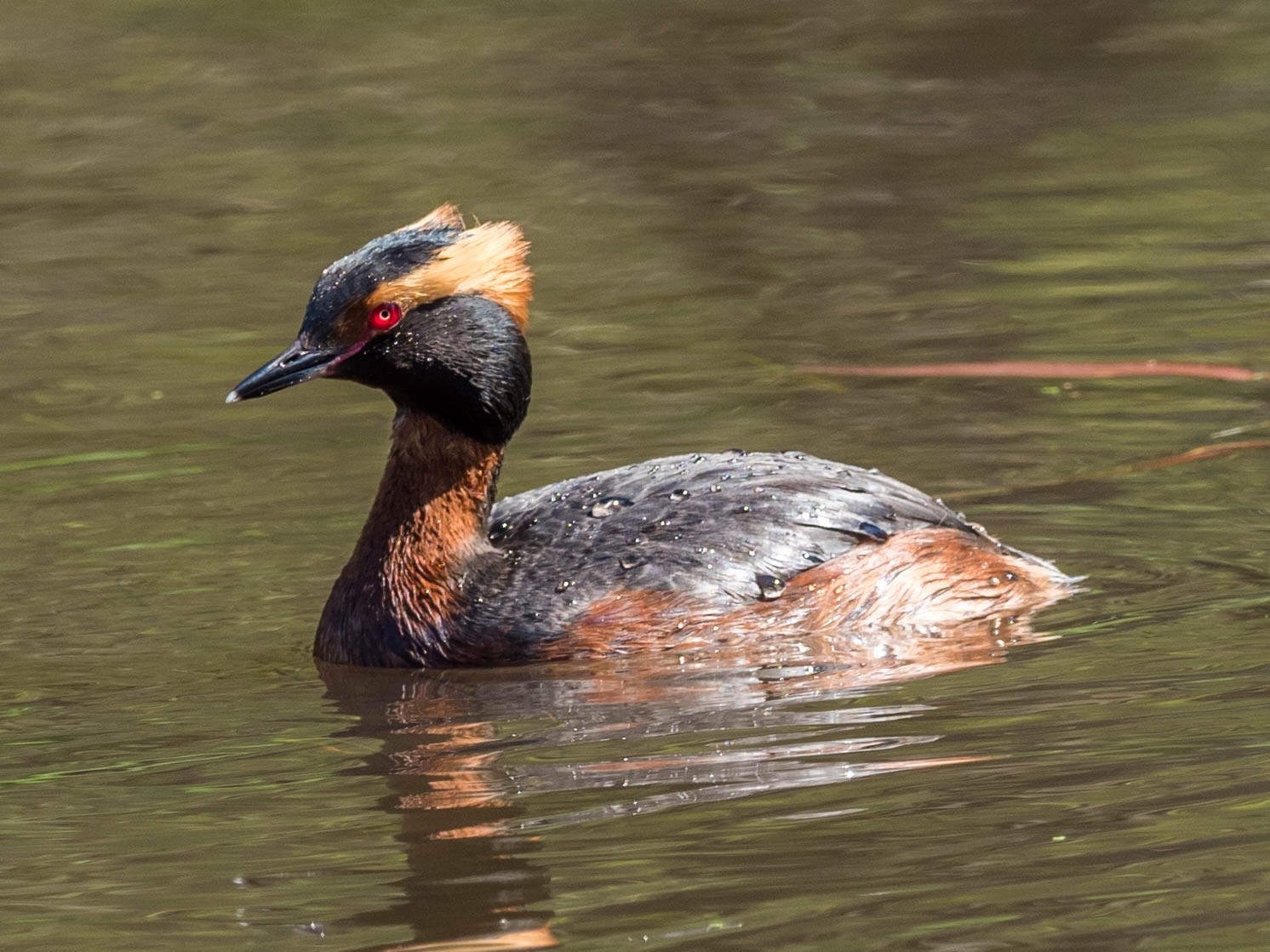
Kuifduiker (Podiceps auritus)
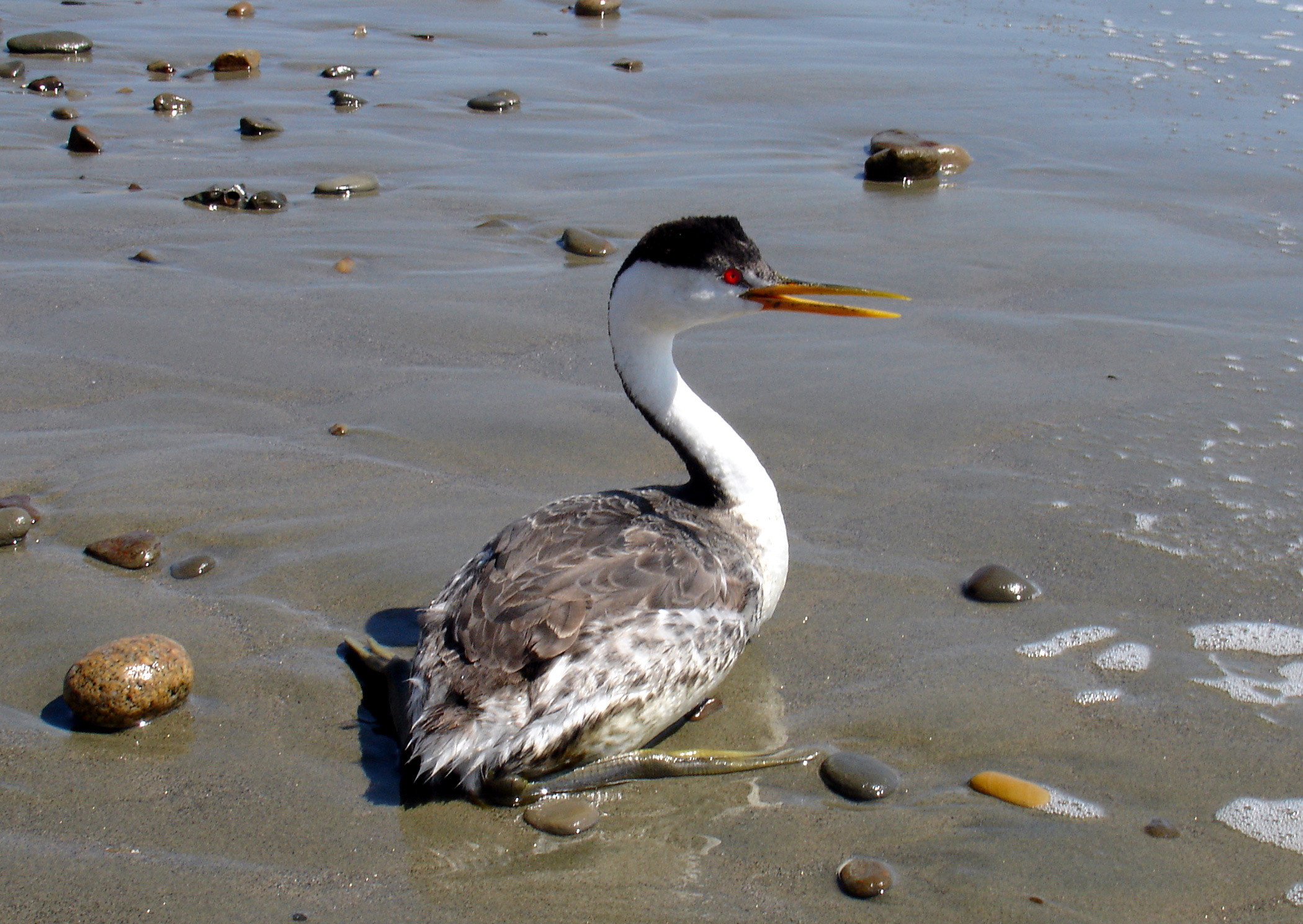
Zwanehalsfuut (Aechmophorus occidentalis)

Accipitriformes (roofvogels en gieren, exclusief valken) · Aegotheliformes (dwergnachtzwaluwen) · Anseriformes (eendachtigen) · Apodiformes (gierzwaluwen en kolibries) · Apterygiformes (kiwi's) · Bucerotiformes (neushoornvogels) · Caprimulgiformes (nachtzwaluwen) · Cariamiformes (seriema's) · Casuariiformes (kasuarissen en emoe) · Charadriiformes (steltloperachtigen) · Ciconiiformes (ooievaarachtigen) · Coliiformes (muisvogels) · Columbiformes (duiven) · Coraciiformes (scharrelaars) · Cuculiformes (koekoekachtigen) · Eurypygiformes (kagoe en zonneral) · Falconiformes (valken en caracara’s) · Galliformes (hoenderachtigen) · Gaviiformes (duikers) · Gruiformes (kraanvogelachtigen) · Leptosomiformes (koerol) · Mesitornithiformes (steltrallen) · Musophagiformes (toerako's) · Nyctibiiformes (reuzennachtzwaluwen) · Opisthocomiformes (hoatzin) · Otidiformes (trappen) · Passeriformes (zangvogels) · Pelecaniformes (pelikanen, reigerachtigen, ibissen en lepelaars) · Phaethontiformes (keerkringvogels) · Phoenicopteriformes (flamingo's) · Piciformes (spechtachtigen) · Podargiformes (kikkerbekken) · Podicipediformes (futen) · Procellariiformes (buissnaveligen) · Psittaciformes (papegaaiachtigen) · Pterocliformes (zandhoenders) · Rheiformes (nandoes) · Sphenisciformes (pinguïns) · Steatornithiformes (vetvogel) · Strigiformes (uilen) · Struthioniformes (loopvogels o.a. struisvogel) · Suliformes (slangenhalsvogels, fregatvogels, aalscholvers en janvangenten) · Tinamiformes (stuithoenders) · Trogoniformes (trogons)

 Portaal Vogels · Indeling van de vogels